# Hóa trị liệu

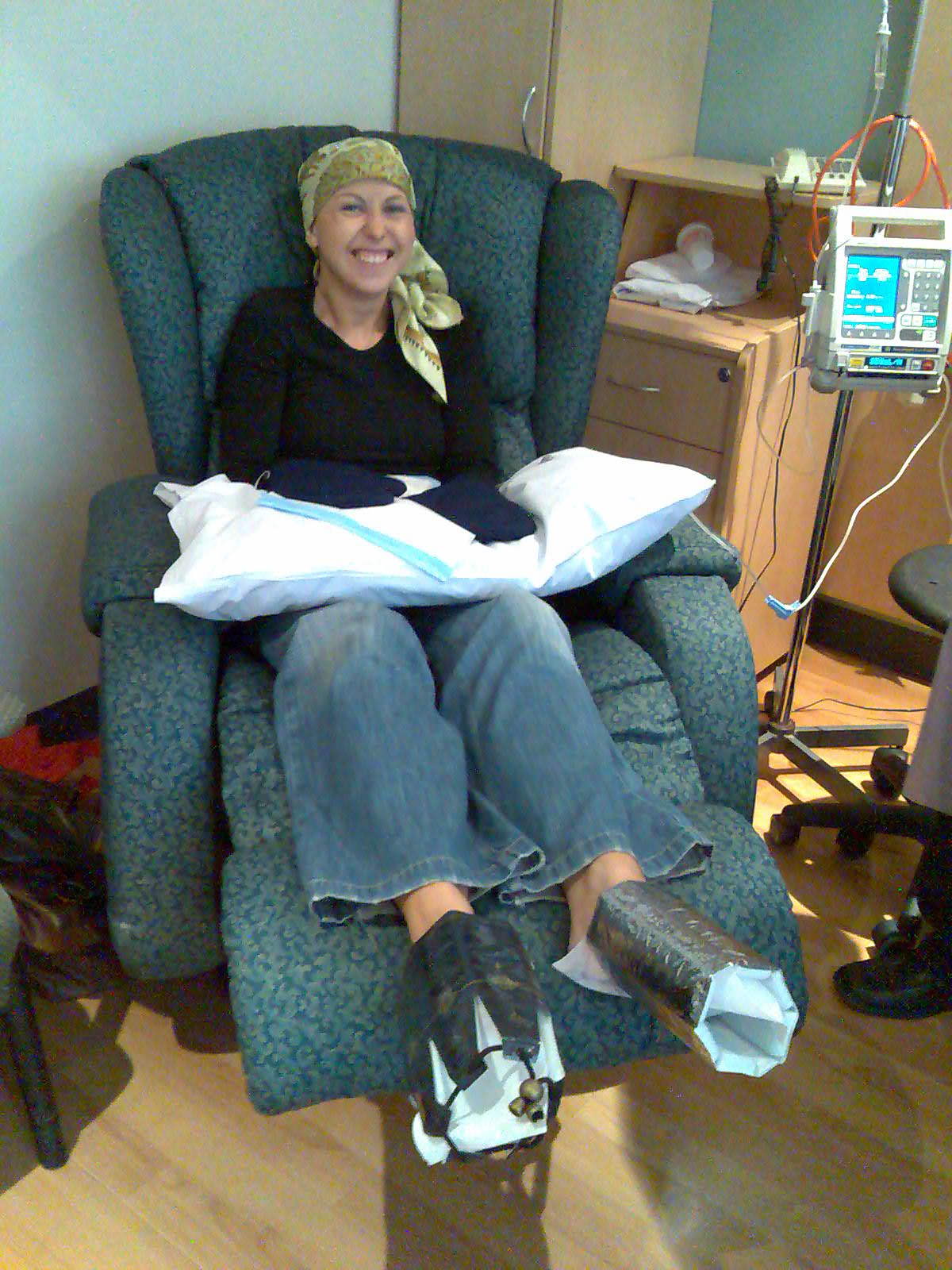
bệnh nhân được điều trị ung thư vú hóa trị liệu bằng docetaxel, găng tay và túi lạnh được đặt trên tay để giảm đau ở móng tay

Hóa trị liệu (tiếng Anh: Chemotherapy; viết tắt chemo) là một phương pháp điều trị ung thư sử dụng một hoặc nhiều thuốc kháng ung thư - gây độc tế bào. Đây là một phần của phác đồ trị liệu ung thư chuẩn. Hóa trị liệu có thể trị khỏi hẳn ung thư hoặc giảm bớt và kéo dài sự sống cho bệnh nhân.
Hóa trị liệu thường phối hợp với các phương pháp điều trị ung thư khác, như xạ trị, phẫu thuật, nhiệt trị. Các thuốc hóa trị cũng được sử dụng điều trị các bệnh khác, như viêm cứng khớp đốt sống, bệnh đa xơ cứng, bệnh Crohn, bệnh vẩy nến, psoriatic arthritis, systemic lupus erythematosus, viêm khớp dạng thấp, và bệnh xơ cứng bì.
Các thuốc hóa trị liệu tiêu diệt các tế bào sinh trưởng nhanh, đây là đặc tính điển hình của tế bào ung thư. Nhưng cũng vì vậy các thuốc này cũng gây hại đến các tế bào bình thường có chu kỳ sinh trưởng nhanh như: tế bào ở tủy xương, hệ tiêu hóa, nang tóc. Do đó gây ra các phản ứng phụ như: suy tủy (giảm sản xuất các tế bào máu), viêm niêm mạc (viêm trên đường tiêu hóa), và rụng tóc.
Các thuốc kháng ung thư thế hệ mới (ví dụ, các kháng thể đơn dòng) không gây độc tế bào ở tế bào thường, chúng tác động đến mục tiêu là các protein bất thường và cần thiết cho phát triển của các tế bào ung thư. Các biện pháp điều trị này thường được xem trị liệu đích (khác với các hóa trị liệu cũ) và thường được sử dụng đi kèm với các phương pháp điều trị truyền thống trong pháp đồ điều trị ung thư.
Hóa trị liệu có thể sử dụng một thuốc/ lần (đơn hóa trị liệu) hoặc nhiều thuốc/ lần (Hóa trị liệu kết hợp hoặc đa hóa trị liệu). Hóa trị liệu sử dụng thuốc có thể chuyển thành dạng có hoạt tính gây độc tế bào dưới ánh sáng còn được gọi là quang hóa trị liệu.

## Lịch sử

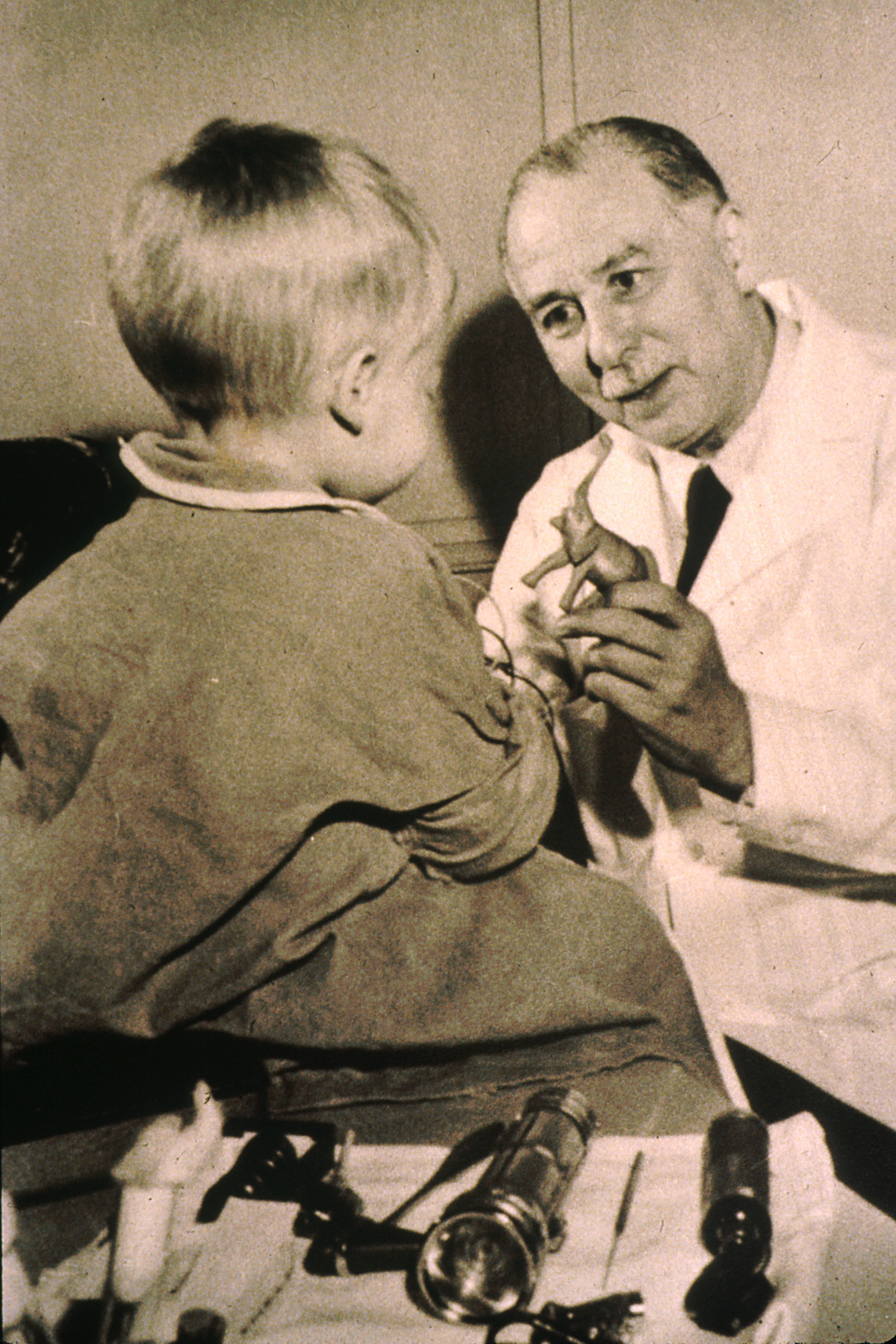
Sidney Farber được xem là cha đẻ của hóa trị ung thư hiện đại.

Thuốc đầu tiên được sử dụng điều trị ung thư vào đầu thế kỷ 20, mặc dù ban đầu nó không được sử dụng cho mục đích này. khí mustard được sử dụng như là vũ khí hoá học trong thế chiến thứ I và được khám phá có khả năng chống tạo huyết. Một hợp chất cấu trúc tương tự là nitrogen mustards được nghiên cứu thêm trong chiến tranh thế giới thứ II tại đại học Yale University. chúng tiêu diệt các tế bào phát triển nhanh như tế bào bạch cầu,do đó nó có tác dụng tương tự trên tế bào ung thư.Do đó, tháng 12 năm 1942, một số bệnh nhân mắc lymphomas (ung thư tế bào máu) đưa thuốc vào cơ thể qua tĩnh mạch.

## Phân loại

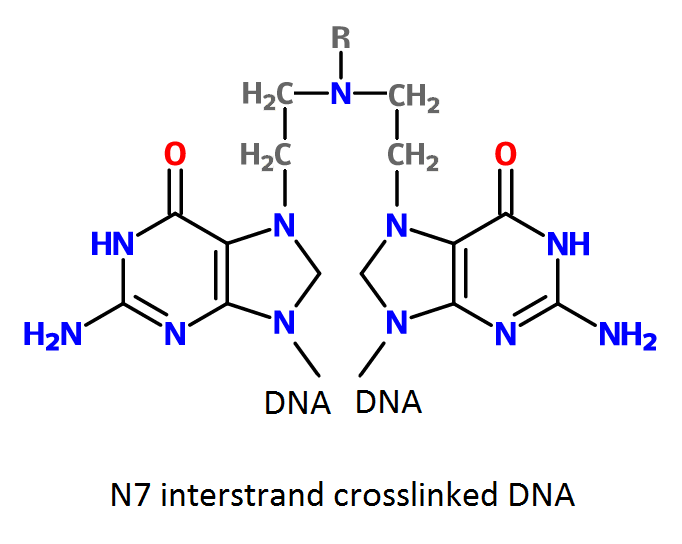
Hai DNA base that are liên kết chéo bởi nitrogen mustard.

### Alkylating
Alkylating là nhóm hóa trị liệu đầu tiên còn được sử dụng. Nguồn gốc là dẫn chất từ khí mustard sử dụng trong chiến tranh, hiện nay có nhiều loại alkylating được sử dụng. They are so named because of their ability to alkylate nhiều phân tử, bao gồm protein, RNA và DNA.

## Hạn chế
Hóa trị không phải lúc nào cũng hiệu quả và ngay cả khi hữu ích, nó cũng có thể không tiêu diệt hoàn toàn ung thư. Trong một nghiên cứu về những người mới được chẩn đoán mắc bệnh ung thư giai đoạn cuối không thể chữa khỏi, hơn 2/3 số người bị ung thư phổi và hơn 4/5 số người bị ung thư đại trực tràng vẫn tin rằng hóa trị có khả năng chữa khỏi bệnh ung thư của họ.
Tuy nhiên, hóa trị làm xấu đi chất lượng cuộc sống của những bệnh nhân cận kề cái chết. Vào năm 2008, cuộc điều tra của Cơ quan điều tra bí mật quốc gia về kết quả và tử vong của bệnh nhân, viết tắt là NCEPOD, đã điều tra hơn 600 trường hợp tử vong của người Anh trong vòng 30 ngày sau khi được hóa trị liệu như một phương pháp điều trị ung thư hoặc như một liệu pháp chăm sóc giảm nhẹ để giảm bớt các triệu chứng. Kết quả cho thấy 43% bệnh nhân bị nhiễm độc đáng kể liên quan đến điều trị mặc dù đã được điều trị khác để giảm tác dụng phụ của hóa trị.
Thách thức trong việc đáp ứng các tiêu chí đó là các bác sĩ thường không thể dự đoán được bệnh nhân, ngay cả bệnh nhân ung thư giai đoạn cuối sẽ chết sớm bao lâu, và những bệnh nhân này có thể muốn chiến đấu với khối u bằng mọi phương án y tế có sẵn ngay cả khi nó có tác dụng phụ khủng khiếp. Mặc dù có thể vẫn chưa có đủ bằng chứng để thay đổi các hướng dẫn lâm sàng, nhưng vẫn có lý do để các bác sĩ thực hiện một cách tiếp cận thận trọng với hóa trị vào cuối đời và thảo luận thẳng thắn với bệnh nhân về các lựa chọn của họ sẽ không bỏ rơi bệnh nhân mắc bệnh giai đoạn cuối và có nhiều cách để giúp đỡ mà không phải là 'điều trị tích cực'.